# Хіміч Олександр Миколайович
Олександр Миколайович Хіміч (4 січня 1951, Кугаївці) — український кібернетик, академік НАН України (2021), доктор фізико-математичних наук (2004), професор, лауреат Державної премії України в галузі науки і техніки (2011).

## Життєпис
1973 року закінчив факультет кібернетики Київського національного університету імені Тараса Шевченка. 1982 — аспірантуру Інституту кібернетики імені В. М. Глушкова НАН України.
З 1973 — співробітник Інституту кібернетики імені В. М. Глушкова НАН України, з 2004 — завідувач відділу чисельних методів та комп'ютерного моделювання.
З 2004 — обрано на посаду професора кафедри обчислювальної математики факультету кібернетики КНУ.
У 1983 році захистив кандидатську дисертацію «Чисельне розв'язання задач на власні значення для еліптичних операторів четвертого порядку» (керівник — доктор фізико-математичних наук Віктор Приказчиков), у 2004 р. — докторську дисертацію «Методи комп'ютерного дослідження мат. моделей з наближено заданими вихідними даними».
06.03.2015 р. обраний членом-кореспондентом НАН України зі спеціальності «Інформатика», 26.05.2021 — академіком НАН України.

## Наукові інтереси
- математичне моделювання
- теорія чисельних методів
- теорія паралельних алгоритмів
- інтелектуальні програмні засоби

## Науковий доробок
Автор понад 100 наукових праць, з них 3 монографії.